# Гуска (село)
Гуска (укр. Гуска) — село на Украине, основано в 1850 году, находится в Малинском районе Житомирской области.
Код КОАТУУ — 1823483202. Население по переписи 2001 года составляет 70 человек. Почтовый индекс — 11600. Телефонный код — 4133. Занимает площадь 0,645 км².

## Адрес местного совета
11615, Житомирская область, Малинский р-н, с. Диброва